# Adem Mikullovci
Adem Mikullovci (ur. 12 grudnia 1937 w Vučitrnie, zm. 15 września 2020 w Prisztinie) – kosowski aktor, reżyser, scenarzysta i polityk. Jest znany z udziału w jednym z najpopularniejszych kosowskich seriali Kafeneja jonë (pol. Nasza kawiarnia).

## Życiorys
Adem Mikullovci ukończył szkołę podstawową i średnią w Mitrowicy. Kontynuował naukę w Akademii Sztuk w Belgradzie, jednak z powodu złej sytuacji materialnej przerwał je i wrócił do Kosowa.
We wrześniu 1968 został zatrudniony w Prowincjonalnym Teatrze Ludowym w Prisztinie, gdzie pracował jako aktor do 1990 roku; będąc w tym czasie deputowanym do Zgromadzenia Kosowa, jugosłowiańska policja ogłosiła nakaz aresztowania. Następnego roku został uwięziony przez jugosłowiańską policję, jednak zwolniono go po 8 dniach, następnie powrócił do kariery aktorskiej.
Mikullovci powrócił do polityki, dołączając w maju 2017 roku do partii Vetëvendosje. W wyborach parlamentarnych w Kosowie w 2017 roku uzyskał mandat w parlamencie. Jako najstarsza osoba w parlamencie pełnił funkcję przewodniczącego parlamentu od sierpnia do września 2017 r., jego następcą został Kadri Veseli.
Zmarł 15 września 2020 roku około godziny 00:20.

## Filmografia
W swojej karierze zagrał 45 głównych i 70 epizodycznych ról w wielu spektaklach teatralnych, był reżyserem i scenarzystą kilku filmów oraz seriali. Wyreżyserował 7 sztuk teatralnych, 5 dramatów i 3 seriale
Poniżej jest część listy filmów i seriali, w których Adem Mikullovci wziął udział:

### Filmy
| Rok  | Tytuł                  | Rola            |
| ---- | ---------------------- | --------------- |
| 1969 | Kad sam bio vojnik     |                 |
| 1974 | Crveni udar            |                 |
| 1975 | Ditari i Lec pazhecit  |                 |
| 1976 | Gëzuar viti i ri       |                 |
| 1977 | Czekając na Godota     |                 |
| 1979 | Kur pranvera vonohet   |                 |
| 1982 | Qesh e ngjesh          |                 |
| 1984 | Proka                  |                 |
| 2000 | Të gjithë me ne        |                 |
| 2000 | Vjeshta e trëndafilave |                 |
| 2009 | Vakti e han kashten I  | ojciec          |
| 2011 | Azem Galica            | Ramadan Shabani |
| 2017 | Sen                    | ojciec          |

### Seriale
| Rok  | Tytuł         | Rola       | Uwagi       |
| ---- | ------------- | ---------- | ----------- |
| 2004 | Kafeneja jonë | Avni Bobaj | Sezon 1 i 2 |
| 2005 | Kafeneja jonë | Avni Bobaj | Sezon 1 i 2 |
| 2018 | Çka ka shpija | Beqiri     | Sezon 5     |